# Хуан Руфо
Хуан Руфо (шп. Juan Rufo; Кордоба, 1547. — Кордоба, 1620) је био шпански песник и писац.
Био је син бојаџије који се презивао Рофос, али је променио своје име у Руфо. Живео је у Толеду и Севиљи, као и у Мадриду и Напуљу. Једно време је студирао у Саламанки. Више пута је допао затвора због љубавних авантура, а цео његов живот се сводио на борбу са коцкарским дуговима. Био је хроничар Хуана од Аустрије и у Бици код Лепанта налазио се на истој галији као и дон Хуан, те је на основу искуства стеченог у тој бици написао „Аустријаду“, епску песму, која је штампана први пут 1584о за коју је добио похвале од писаца као што су били Гонгора или Сервантес.